# بيرت إليسون
بيرت إليسون (بالإنجليزية: Babe Ellison)‏ هو لاعب كرة قاعدة أمريكي، ولد في 15 نوفمبر 1896 في أولا في الولايات المتحدة، وتوفي في 11 أغسطس 1955 في سان فرانسيسكو في الولايات المتحدة.

## وصلات خارجية
- بيرت إليسون على موقعبيزبول رفرنس.كوم (الدوري الرئيسي) (الإنجليزية)
- بيرت إليسون على موقعبيزبول رفرنس.كوم (الدوري الثانوي) (الإنجليزية)